# Minador Colo Colo
El minador Colo Colo fue un minador chileno comprado a Finlandia en 1919. El barco entró en servicio con la Armada de Chile en 1920. Permaneció como parte de la Armada hasta 1930 cuando el barco fue vendido y renombrado Toqui. El barco se hundió en 1944.

## Historial de servicio
En 1919, el gobierno chileno compró 4 barcos incompletos capturados por Finlandia en gradas en 1918 después de la retirada de Rusia de la Primera Guerra Mundial en 1917. Los barcos Chibis, Kulik, Strizh y Bekas estaban en Helsinki en construcción para el Imperio ruso. 
Los barcos pasaron a llamarse Colo Colo, Elicura, Leucotón y Orompello, se completaron y en 1920 pasaron a Inglaterra para recibir equipos de extracción en el astillero J. Samuel White. Llegaron a Chile el 26 de octubre de 1920. 
Durante el motín naval chileno de 1931, Colo Colo (amotinados) persiguió al submarino Rucumilla (gobierno) y lo obligó a ingresar al río Biobío. 
Fue vendido en 1930 y pasó a llamarse Toqui. Se hundió el 25 de febrero de 1944 frente a Huasco.